# Rally del Portogallo 2014
La 48ª edizione del Rally del Portogallo, quarta prova del Campionato del mondo rally 2014, si è corsa dal 3 al 6 aprile ed è stata vinta da Sébastien Ogier.

## Elenco Iscritti
| Principali iscritti | Principali iscritti            | Principali iscritti | Principali iscritti  | Principali iscritti    | Principali iscritti        | Principali iscritti |
| N°                  | Team                           | Classe              | Pilota               | Co-pilota              | Auto                       | Pneumatici          |
| ------------------- | ------------------------------ | ------------------- | -------------------- | ---------------------- | -------------------------- | ------------------- |
| 1                   | Volkswagen Motorsport          | WRC                 | Sébastien Ogier      | Julien Ingrassia       | Volkswagen Polo R WRC      | M                   |
| 2                   | Volkswagen Motorsport          | WRC                 | Jari-Matti Latvala   | Miikka Anttila         | Volkswagen Polo R WRC      | M                   |
| 3                   | Citroën Total Abu Dhabi WRT    | WRC                 | Kris Meeke           | Paul Nagle             | Citroën DS3 WRC            | M                   |
| 4                   | Citroën Total Abu Dhabi WRT    | WRC                 | Mads Østberg         | Jonas Andersson        | Citroën DS3 WRC            | M                   |
| 5                   | M-Sport Ltd.                   | WRC                 | Mikko Hirvonen       | Jarmo Lehtinen         | Ford Fiesta RS WRC         | M                   |
| 6                   | M-Sport Ltd.                   | WRC                 | Elfyn Evans          | Daniel Barritt         | Ford Fiesta RS WRC         | M                   |
| 7                   | Hyundai Shell WRT              | WRC                 | Thierry Neuville     | Nicolas Gilsoul        | Hyundai i20 WRC            | M                   |
| 8                   | Hyundai Shell WRT              | WRC                 | Juho Hänninen        | Tomi Tuominen          | Hyundai i20 WRC            | M                   |
| 9                   | Volkswagen Motorsport II       | WRC                 | Andreas Mikkelsen    | Mikko Markkula         | Volkswagen Polo R WRC      | M                   |
| 10                  | RK M-Sport World Rally Team    | WRC                 | Robert Kubica        | Maciej Szczepaniak     | Ford Fiesta RS WRC         | M                   |
| 11                  | M-Sport Ltd.                   | WRC                 | Ott Tänak            | Raigo Mõlde            | Ford Fiesta RS WRC         | M                   |
| 12                  | Citroën Total Abu Dhabi WRT    | WRC                 | Khalid Al Qassimi    | Chris Patterson        | Citroën DS3 WRC            | M                   |
| 16                  | Adapta Motorsport              | WRC                 | Henning Solberg      | Ilka Minor             | Ford Fiesta RS WRC         | P                   |
| 20                  | Hyundai Shell World Rally Team | WRC                 | Dani Sordo           | Marc Martí             | Hyundai i20 WRC            | M                   |
| 21                  | Jipocar Czech National Team    | WRC                 | Martin Prokop        | Jan Tománek            | Ford Fiesta RS WRC         | M                   |
| 32                  | Darnitsa Motorsport            | WRC-2               | Yuriy Protasov       | Pavlo Cherepin         | Ford Fiesta R5             | M                   |
| 33                  | www.Rallyproject.com srl       | WRC-2               | Massimiliano Rendina | Mario Pizzuti          | Mitsubishi Lancer Evo X    | P                   |
| 35                  | Drive DMACK                    | WRC-2               | Jari Ketomaa         | Kaj Lindström          | Ford Fiesta R5             | D                   |
| 36                  | Robert Barrable                | WRC-2               | Robert Barrable      | Stuart Loudon          | Ford Fiesta R5             | D                   |
| 37                  | FWRT s.r.l.                    |                     | Lorenzo Bertelli     | Mitia Dotta            | Ford Fiesta R5             | P                   |
| 38                  | Fredrik Åhlin                  | WRC-2               | Fredrik Åhlin        | Morten Erik Abrahamsen | Ford Fiesta R5             | D                   |
| 39                  | Eurolamp World Rally Team      | WRC-2               | Valeriy Gorban       | Volodymyr Korsia       | MINI John Cooper Works WRC | P                   |
| 40                  | Nasser Al-Attiyah              | WRC-2               | Nasser Al-Attiyah    | Giovanni Bernacchini   | Ford Fiesta RRC            | M                   |
| 41                  | Nicolás Fuchs                  | WRC-2               | Nicolás Fuchs        | Fernando Mussano       | Ford Fiesta RRC            | D                   |
| 42                  | Pontus Tidemand                | WRC-2               | Pontus Tidemand      | Ola Fløene             | Ford Fiesta R5             | M                   |
| 43                  | Bernardo Sousa                 | WRC-2               | Bernardo Sousa       | Hugo Magalhaes         | Ford Fiesta RRC            | P                   |
| 44                  | Julien Maurin                  | WRC-2               | Julien Maurin        | Nicolas Klinger        | Ford Fiesta RRC            | P                   |
| 45                  | Bosowa Rally Team              | WRC-2               | Subhan Aksa          | Nicola Arena           | Ford Fiesta RRC            | M                   |
| 46                  | Skydive Dubai Rally Team       | WRC-2               | Rashid Al Ketbi      | Karina Hepperle        | Ford Fiesta R5             |                     |
| 47                  | A.Al-Kuwari Qatar              | WRC-2               | Abdulaziz Al-Kuwari  | Killian Duffy          | Ford Fiesta RRC            | M                   |
| 48                  | AT Rally Team                  | WRC-2               | Martin Kangur        | Andres Ots             | Ford Fiesta S2000          | M                   |
| 49                  | Martin McCormack               | WRC-2               | Martin McCormack     | David Moynihan         | Ford Fiesta R5             | H                   |
| 50                  | Marco Vallario                 | WRC-2               | Marco Vallario       | Antonio Pascale        | Mitsubishi Lancer Evo X    |                     |
| 52                  | Simone Tempestini              | WRC-3               | Simone Tempestini    | Dorin Pulpea           | Citroën DS3 R3             | M                   |
| 53                  | Aron Domzala                   | WRC-3               | Aron Domzala         | Przemek Zawada         | Citroën DS3 R3             | M                   |
| 54                  | ADAC Team Weser-Ems e.V.       | WRC-3               | Christian Riedemann  | Lara Vanneste          | Citroën DS3 R3             | M                   |
| 55                  | Quentin Giordano               | WRC-3               | Quentin Giordano     | Guillaume Duval        | Citroën DS3 R3             | M                   |
| 56                  | Martin Koči                    | WRC-3               | Martin Koči          | Lukáš Kostka           | Citroën DS3 R3             | M                   |
| 57                  | Stéphane Lefebvre              | WRC-3               | Stéphane Lefebvre    | Thomas Dubois          | Citroën DS3 R3             | M                   |
| 58                  | Molly Taylor                   | WRC-3               | Molly Taylor         | Coral Taylor           | Citroën DS3 R3             | M                   |
| 59                  | Team Jaga Motorsport           | WRC-3               | Panikos Polykarpou   | Gerald Winter          | Citroën DS3 R3             | M                   |
| 60                  | Sylvain Michel                 | WRC-3               | Sylvain Michel       | Gwenola Marie          | Citroën DS3 R3             | M                   |
| 61                  | Frederico Della Casa           | WRC-3               | Frederico Della Casa | Domenico Pozzi         | Citroën DS3 R3             | M                   |
| 62                  | Alastair Fisher                | WRC-3               | Alastair Fisher      | Gordon Noble           | Citroën DS3 R3             | M                   |
| 63                  | Wurmbrand Racing Team          | WRC-3               | Kornél Lukács        | Márk Mesterházi        | Citroën DS3 R3             | M                   |
| 64                  | Czech National Team            | WRC-3               | Jan Černý            | Pavel Kohout           | Citroën DS3 R3             | M                   |
| 65                  | Simone Campedelli              | WRC-3               | Simone Campedelli    | Danilo Fappani         | Citroën DS3 R3             | M                   |
| 70                  | Karl Kruuda                    | WRC-2               | Karl Kruuda          | Martin Järveoja        | Ford Fiesta S2000          | M                   |
| 71                  | Ricardo Moura                  |                     | Ricardo Moura        | António Costa          | Škoda Fabia S2000          |                     |
| 72                  | Juan Carlos Alonso             | WRC-2               | Juan Carlos Alonso   | Juan Pablo Monasterolo | Mitsubishi Lancer Evo X    |                     |
| 84                  | Sirbb Kuwait                   | WRC-2               | Salah Bin Eidan      | Alex Gelsomino         | Ford Fiesta R5             |                     |

| Icona | Classe                                                                 |
| ----- | ---------------------------------------------------------------------- |
| WRC   | Equipaggio che può conquistare punti per il campionato costruttori WRC |
| WRC   | Equipaggio che non può conquistare punti per il campionato costruttori |
| WRC-2 | Equipaggio registrato al campionato WRC-2                              |
| WRC-3 | Equipaggio registrato al campionato WRC-3                              |

## Risultati

### Classifica
| Pos.     | N°       | Pilota              | Co-pilota            | Team                           | Auto                  | Classe   | Tempo     | Distacco | Punti    |
| Generale | Generale | Generale            | Generale             | Generale                       | Generale              | Generale | Generale  | Generale | Generale |
| -------- | -------- | ------------------- | -------------------- | ------------------------------ | --------------------- | -------- | --------- | -------- | -------- |
| 1        | 1        | Sébastien Ogier     | Julien Ingrassia     | Volkswagen Motorsport          | Volkswagen Polo R WRC | WRC      | 3:33:20.4 | 0.00     | 28       |
| 2        | 5        | Mikko Hirvonen      | Jarmo Lehtinen       | M-Sport WRT                    | Ford Fiesta RS WRC    | WRC      | 3:34:03.6 | +43.2    | 18       |
| 3        | 4        | Mads Østberg        | Jonas Andersson      | Citroën Total Abu Dhabi WRT    | Citroën DS3 WRC       | WRC      | 3:34:32.8 | +1:12.4  | 16       |
| 4        | 9        | Andreas Mikkelsen   | Mikko Markkula       | Volkswagen Motorsport II       | Volkswagen Polo R WRC | WRC      | 3:38:10.9 | +4:50.5  | 12       |
| 5        | 16       | Henning Solberg     | Ilka Minor           | Henning Solberg                | Ford Fiesta RS WRC    | WRC      | 3:38:30.6 | +5:10.2  | 10       |
| 6        | 21       | Martin Prokop       | Jan Tománek          | Jipocar Czech National Team    | Ford Fiesta RS WRC    | WRC      | 3:41:47.6 | +8:27.2  | 8        |
| 7        | 7        | Thierry Neuville    | Nicolas Gilsoul      | Hyundai Shell World Rally Team | Hyundai i20 WRC       | WRC      | 3:41:52.7 | +8:32.3  | 6        |
| 8        | 8        | Juho Hänninen       | Tomi Tuominen        | Hyundai Shell World Rally Team | Hyundai i20 WRC       | WRC      | 3:42:12.0 | +8:51.6  | 4        |
| 9        | 40       | Nasser Al-Attiyah   | Giovanni Bernacchini | Nasser Al-Attiyah              | Ford Fiesta RRC       | WRC-2    | 3:43:35.1 | +10:14.7 | 2        |
| 10       | 35       | Jari Ketomaa        | Kaj Lindström        | Drive DMACK                    | Ford Fiesta R5        | WRC-2    | 3:43:46.7 | +10:26.3 | 1        |
| WRC-2    |          |                     |                      |                                |                       |          |           |          |          |
| 1 (9.)   | 40       | Nasser Al-Attiyah   | Giovanni Bernacchini | Nasser Al-Attiyah              | Ford Fiesta RRC       | WRC-2    | 3:43:35.1 | +10:14.7 | 25       |
| 2 (10.)  | 35       | Jari Ketomaa        | Kaj Lindström        | Drive DMACK                    | Ford Fiesta R5        | WRC-2    | 3:43:46.7 | +10:26.3 | 18       |
| 3 (11.)  | 42       | Pontus Tidemand     | Ola Fløene           | Pontus Tidemand                | Ford Fiesta R5        | WRC-2    | 3:45:42.1 | +12:21.7 | 15       |
| WRC-3    |          |                     |                      |                                |                       |          |           |          |          |
| 1 (27.)  | 57       | Stéphane Lefebvre   | Thomas Dubois        | Stéphane Lefebvre              | Citroën DS3 R3        | WRC-3    | 4:02:51.8 | +29:31.4 | 25       |
| 2 (28.)  | 54       | Christian Riedemann | Lara Vanneste        | ADAC Team Weser-Ems e.V.       | Citroën DS3 R3        | WRC-3    | 4:03:54.5 | +30:34.1 | 18       |
| 3 (30.)  | 56       | Martin Koči         | Lukáš Kostka         | Martin Koči                    | Citroën DS3 R3        | WRC-3    | 4:06:22.4 | +33:02.0 | 15       |

## Classifiche Mondiali
Piloti WRC
| Pos | Pilota             | Punti |
| --- | ------------------ | ----- |
| 1   | Sébastien Ogier    | 91    |
| 2   | Jari-Matti Latvala | 62    |
| 3   | Mads Østberg       | 48    |
| 4   | Andreas Mikkelsen  | 36    |
| 5   | Mikko Hirvonen     | 36    |

Costruttori WRC
| Pos. | Team                           | Punti |
| ---- | ------------------------------ | ----- |
| 1    | Volkswagen Motorsport          | 144   |
| 2    | Citroen Total Abu Dhabi WRT    | 75    |
| 3    | M-Sport World Rally Team       | 60    |
| 4    | Hyundai Shell World Rally Team | 45    |
| 5    | Volkswagen Motorsport II       | 40    |

Piloti WRC-2
| Pos | Pilota            | Punti |
| --- | ----------------- | ----- |
| 1   | Yuriy Protasov    | 60    |
| 2   | Lorenzo Bertelli  | 44    |
| 3   | Karl Kruuda       | 37    |
| 4   | Jari Ketomaa      | 36    |
| 5   | Nasser Al-Attiyah | 25    |

Piloti WRC-3
| Pos | Pilota              | Punti |
| --- | ------------------- | ----- |
| 1   | Stéphane Lefebvre   | 25    |
| 2   | Quentin Gilbert     | 25    |
| 3   | Christian Riedemann | 18    |
| 4   | Martin Koči         | 15    |
| 5   | Federico Della Casa | 12    |